# Tyringe kyrka

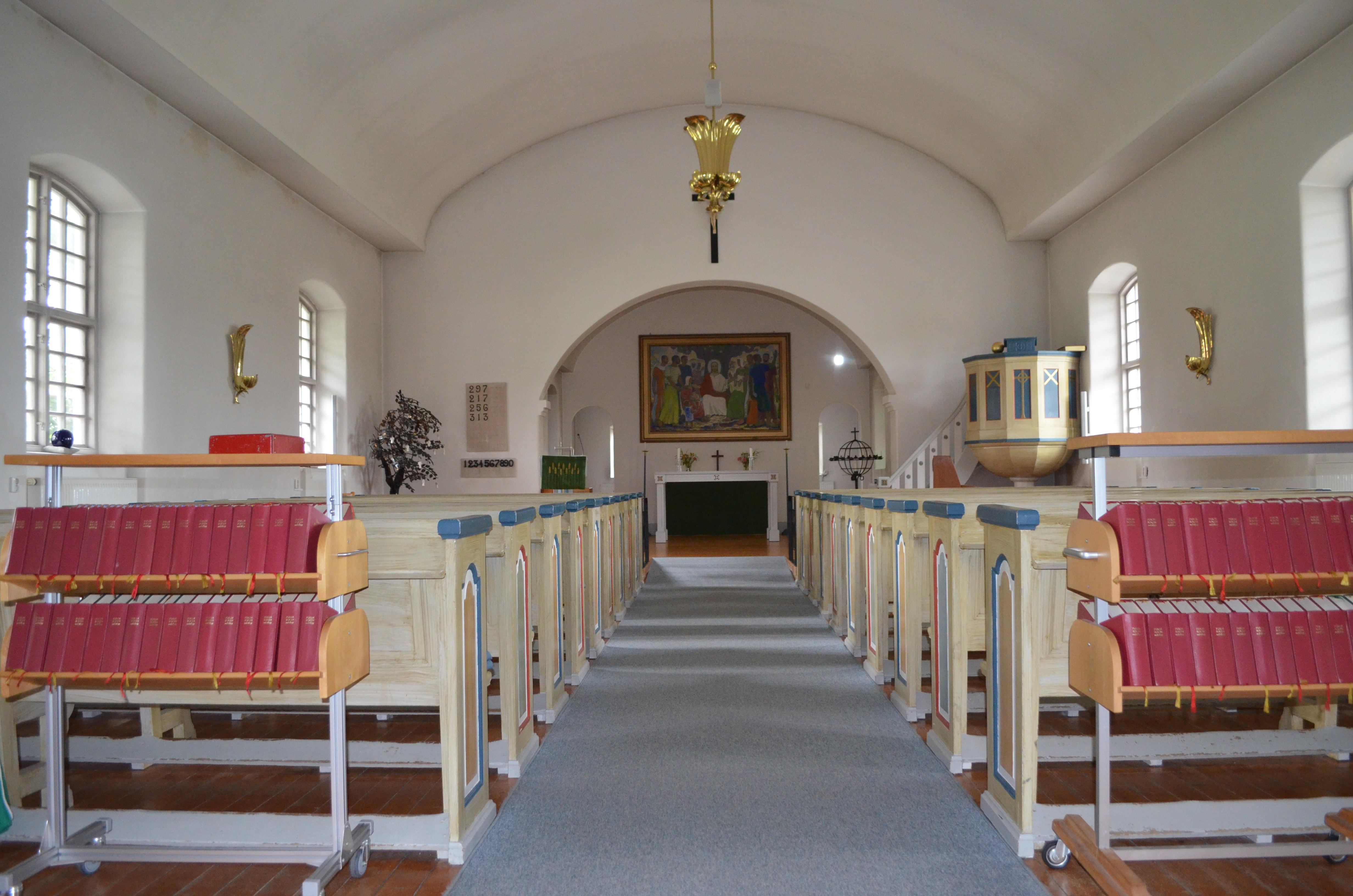
Tyringes kyrkas kyrkosal

Tyringe kyrka är en kyrka som tillhör Tyringe församling (före 2010 Finja församling) i Lunds stift. Kyrkan ligger i samhället Tyringe i Hässleholms kommun.

## Kyrkobyggnaden
Kyrkan ritades av Carl Andrén, började uppföras 1924 och invigdes 30 augusti 1925 av biskop Edvard Magnus Rodhe.

## Inventarier
- Altartavlan är utförd 1948 av Pär Siegård och har motivet "Jesus välsignar barnen".
- Nuvarande dopfunt av trä är tillverkad konsthantverkarna Gustav Nilsson och Lennart Nilsson i Matteröd och tagen i bruk 22 augusti 2004.

### Orgel
- Tidigare användes ett harmonium i kyrkan.
- 1950 byggde E A Setterquist & Son, Örebro en orgel med 15 stämmor.
- Nuvarande orgel med sjutton stämmor, två manualer och pedal är byggd av Anders Persson Orgelbyggeri, Viken. Orgeln invigdes första advent 1983. Orgeln är mekanisk.

| Huvudverk I   | Svällverk II      | Pedal       | Koppel |
| Rörflöjt 8'   | Gedakt 8´         | Subbas 16´  | I/P    |
| Principal 4'  | Blockflöjt 4'     | Gedakt 8´   | II/P   |
| Täckflöjt 4'  | Svegel 2'         | Koralbas 4' | II/I   |
| Kvint 2 2/3'  | Larigot 1 1/3'    | Fagott 16'  |        |
| Oktava 2'     | Skalmeja 8'       |             |        |
| Ters 1 3/5'   | Tremulant         |             |        |
| Mixtur 2 chor | Crescendosvällare |             |        |